# Шэрон Уайлд
Шэ́рон Уа́йлд (англ. Sharon Wild; настоящее имя — Шарка Матрасова (чеш. Šárka Matrasová); род. 4 апреля 1979 года) — чешская порноактриса.

## Биография
До переезда в США училась на бизнесмена. Уайлд пришла в порноиндустрию в 1999 году, переехав из Чехии в Калифонию. В настоящее время она проживает в США. В 2003 году Уайлд подписала двухлетний контракт с Forbidden Novelties. Компания будет проводить линейку секс-игрушек с её именем, а сама Шэрон будет снимать фильмы в новосозданной студии Forbidden Pictures.
Владеет шестью языками.
По данным на 2020 год, Шэрон Уайлд снялась в 290 порнофильмах.

## Премии и номинации
| Год  | Премия     | Результат | Категория                                                                         | Фильм            |
| ---- | ---------- | --------- | --------------------------------------------------------------------------------- | ---------------- |
| 2003 | AVN Award  | Победа    | Лучшая сцена группового секса — Фильм с Фрайди, Тейлор Сент-Клэр и Рокко Сиффреди | The Fashionistas |
| 2003 | XRCO Award | Победа    | Лучшая сцена группового секса с Фрайди, Тейлор Сент-Клэр и Рокко Сиффреди         | The Fashionistas |
| 2006 | AVN Award  | Номинация | Лучшая сцена орального секса — Фильм с Алексом Метро                              | Les Bitches      |
| 2006 | AVN Award  | Номинация | Лучшая сцена мастурбации                                                          | Sold             |